# Arachnis pompeia
Arachnis pompeia là một loài bướm đêm thuộc phân họ Arctiinae, họ Erebidae.